# Новые Щелканы
Но́вые Щелка́ны (чув. Ҫӗнӗ Шулхан) — деревня в Урмарском районе Чувашской Республики Российской Федерации. В рамках организации местного самоуправления входит с 2023 года в Урмарский муниципальный округ, до этого в составе Кудеснерского сельского поселения. Население 93 человек (2015), преимущественно чуваши.

## География
Расположен в северо-восточной части региона, в пределах Чувашского плато, при региональной автодороге 97К-002 «Аниш», на расстоянии 84 км от Чебоксар и 6 км до райцентра Урмары.

### Климат
В деревне, как и во всём районе, климат умеренно континентальный с продолжительной холодной зимой и довольно тёплым сухим летом. Средняя температура января −13 °C; средняя температура июля 18,7 °C. За год выпадает в среднем 400 мм осадков, преимущественно в тёплый период. Территория относится к I агроклиматическому району Чувашии и характеризуется высокой теплообеспеченностью вегетационного периода: сумма температур выше +10˚С составляет здесь 2100—2200˚.

## История

### Административно-территориальная принадлежность
В 1991—2005 годах входила в Кудеснерскую сельскую администрацию, Урмарского района, Чувашской Республики.
С 1 января 2006 и до 2023 гг входит в Кудеснерское сельское поселение муниципального района Урмарский район.
К 1 января 2023 года обе муниципальные единицы упраздняются и деревня входит в Урмарский муниципальный округ.

## Население
| 2010 | 2012 | 2015 |
| ---- | ---- | ---- |
| 96   | ↗98  | ↘93  |

### Национальный и гендерный состав
Согласно результатам переписи 2002 года, в национальной структуре населения чуваши составляли 100 % от общей численности в 108 чел., из них мужчин 56, женщин 52.

## Инфраструктура
Личное подсобное хозяйство.
Основа экономики — сельское хозяйство.

## Транспорт
По западной окраине деревни проходит автомобильная дорога регионального значения 97К-002 «Аниш» (идентификационный номер 97 ОП РЗ 97К-002). На ней находится остановка общественного транспорта «Новые Щелканы».